# 清水峠
清水峠（しみずとうげ）は、群馬県みなかみ町と新潟県南魚沼市の県境（上越国境）にある国道291号の峠。標高は1,448 m。

## 概要
中央分水嶺を構成する三国山脈（越後山脈）・谷川連峰上にあり、上信越高原国立公園に含まれる。北の新潟県側は魚沼連峰県立自然公園に、南の群馬県側はみなかみユネスコエコパークの指定地域となっており、利根川水系の湯檜曽川と信濃川水系の登川の源流部分に相当する。中部北陸自然歩道「歴史街道・米の道」及び、ぐんま県境稜線トレイル、スノーカントリートレイルのコースの一部。

## 歴史
清水峠越えの道は、古くは「直越」（すぐごえ）・「直路」（すぐろ、じきろ）・「ゆのひそ越え」・「馬峠」・「清水越」・「清水道」・「清水通」・「清水街道」・「清水往還」などと呼ばれ、志水峠とも書いた。
山道の区間は長いものの上野国と越後国とを結ぶ最短ルートであることから、遠回りながら標高が低い西側の三国峠とともに、古来よりよく利用されてきた。この道は上野国水上（現・みなかみ町）から越後国清水（現・南魚沼市）までの距離に因んで「十五里尾根」と呼ばれ、また越後の戦国大名・上杉謙信によって軍事利用されたことから「謙信尾根」とも呼ばれ、現在も新潟県側の登山道に名を残している。新田義貞らが治めた鎌倉時代や南北朝時代は越後口の清水から馬峠（朝日岳の北側の鞍部）を越え、宝川を通って粟沢の寺林砦に至るルートが主に使われ、戦国時代になってからは湯檜曽川を通るルートが主に使われた。古くは丸ノ沢から大源太山に登る道や、七ツ小屋山から蓬峠を経て白樺尾根を下ることのほか、シシゴヤノ頭から大源太川に下るルート（謙信ゆかりの道）もあった。

### 戦国時代
天文21年（1552年）には上杉憲政が関東から越後に逃れる際に通った。後北条氏と対峙した謙信は、天文年間に登川の源流（志水谷）にある清水口（現・南魚沼市清水集落）に直路城（清水城・志水城）を築いて防備に当たらせた。永禄5年（1562年）正月26日の上杉輝虎制札写では、越山の者共（越後と上野の国境稜線を越える者）による坂戸城上田大手の通行を禁じ、「直路」の通行を促した。謙信の死後に起きた天正6年（1578年）の御館の乱の際には、上杉景勝が長尾伊賀守景忠に命じて直路の守りを固めた。天正10年（1582年）6月13日には滝川益重の守る沼田城での戦いに敗れた藤田能登守信吉が越えた。慶長の頃には坂戸藩主の堀直寄から上杉遺民一揆に乗じた農民の脱走を防ぐため清水越の通行を禁じ、これを破ったものを打ち取ったものにはその者の持つ財宝を与えるという禁令が清水村百姓に向けて送られた（清水越の名称の初出）。

### 江戸時代
江戸時代には三国峠越えの三国街道の整備と合わせて、江戸幕府は寛永9年（1632年）に湯檜曽と清水に口留番所を設置して通行を禁じ、沼田城主が真田信吉の頃より江戸時代を通じた200年以上にわたって清水峠は特別な許可を得た地元の住民以外にはほとんど利用されない期間が続いた。ただし、明暦3年（1657年）に江戸で起きた明暦の大火の影響を受けて、魚野川と利根川の水運を利用した物資の輸送のために高田藩によって峠道の状態の調査が行われたことがあるほか、文化14年（1817年）に作られた『越後全図並佐洲図』や天保13年（1842年）に作られた『越後国細見図』には清水越の記載があり、それぞれ「上州沼田に至る」「上州大穴村へ出る」とある。
江戸時代末期の天保の大飢饉のあと、当時津軽海峡や関門海峡を通って江戸まで運ばれていた良質な年貢米である越後米の輸送（廻米）を陸路を通って短絡することで海路の危険を避け、品質を維持したまま流通させるため、勢多郡糸井村（現・利根郡昭和村）出身の石井与平治と出羽出身で江戸谷中の米商人・大川領平ら4名が天保15年（1844年）4月に清水峠の開削計画を奉行所に願い出た。与平治らによって実地調査が行われ、その後も大川の氏である国学者の筧水翁による具体的な計画や費用の見積もり等を盛り込んだ嘉永4年（1851年）の願書などを含め、数度の願い出がなされたが、利益が相反する三国街道筋の宿場などから連名で反対意見が出されたこともあって沙汰止みになった。嘉永6年（1853年）には黒船来航による海上封鎖を危惧した粟沢、綱子、藤原、湯檜曽の四ヶ村から同様の嘆願が行われ、勘定方の直井倉之助ら5名が村筋の調査を行ったが、日米和親条約の締結を受けて海上封鎖の危機が去ったため、開発は勝手となった。安政6年（1859年）には大川の息子の顕蔵が父の志を継いで江戸から新潟湊までの詳細な距離や工事費を計算した願書を出したものの、資金拠出の裏付けが無かったために採用されなかった。その後、一連の動きを受けて文久3年（1863年）には幕府老中らが現地検分を行い、流通させる米を限定することで開削が決まったものの、幕末期の内外の混乱もあって計画は実現しなかった。また、1865年（慶応元年）には、計画地域に領地を持つ会津藩より新道開削の指図願書が出されたが、採りあげられなかった。

### 明治時代
1868年（慶応4年）5月17日の布告によって口留番所が廃止されたあと、明治時代に入り、1869年（明治2年）1月20日の行政官布告によって関所が廃止されると、清水峠越えの距離の短さが改めて注目され、江戸時代末期の開削運動が認知されていたこともあって、1870年（明治3年）には東京府の渡邊権大属らにより測量と一部工事が行われ、湯檜曽川沿いに歩道が作られた。さらに、1872年（明治5年）に宿駅制度が廃止されると、翌1873年（明治6年）には熊谷県令の河瀬秀治により利根郡下の町村および民間からの寄付金を財源として新道が計画され、1874年（明治7年）6月に着工し、同年10月に幅1間（=6尺、約1.8メートル）、距離七里十七町余（約30キロメートル）の新道が竣工した。道の完成により旅客や荷物の取扱い個数量は数倍になったという。この工事は残された資料が乏しく詳細は不明であるが、わずか4カ月で作られた道ということで古道の改良と推測されており、この時点では登山道程度のものであった。維新以前の伝馬制度を引き継いだ陸運会社沼田分社によって真庭、上牧、小日向、湯原、湯檜曽に継立所が作られ、一ノ倉沢出合や武能沢出合、白樺尾根上部には休泊所が置かれた。1877年（明治10年）7月には、清水越往還が県道一等に指定された。
1878年（明治11年）、内務卿の大久保利通が提唱した土木7大プロジェクトに唯一の陸路建設として清水越往還が取り上げられ、日本海側の国際貿易港として重要性を増した新潟港へ至る道として、馬車交通が可能な緩勾配・広幅員の道路に改修することが決定し、調査が開始された。1881年（明治14年）7月より工事が行われ、1885年（明治18年）8月に幅3間の新道が完成した。群馬県史によれば、工費は当時の価格で約35万円、隧道2ヵ所、橋梁166ヵ所。この道路は完成前の1885年（明治18年）2月24日に内務省告示第6号「國道表」で国道8号「東京ヨリ新潟港ニ達スル別路線」の指定を受けている。開通1カ月後の1885年（明治18年）9月7日には、内務卿の山縣有朋、司法卿の山田顕義、皇族の北白川宮能久親王のほか、佐藤與三群馬県令、篠崎五郎新潟県令、三浦梧楼陸軍中将、楫取素彦元老院議官、林有造元老院議官その他関係官公署長らも招いて総勢200余名で湯檜曽において盛大な開通式が行われた後、馬車3台、人力車100余輌の十余町（約1,080メートル）に及ぶ行列で通行して、清水峠で小休止の後、六日町へ下った。数千ないし数万の庶民が集まって開通を祝ったという。しかし、その翌月の10月には長雨のため各所で土砂崩れが発生し、修復する間もなく降雪期（11月から翌3月まで）の通行止期間を迎えた。日本有数の豪雪地帯である谷川連峰の酷しい気候にさらされた各所で雪崩が発生し、雪解け後にはすでに馬車の通れる状態ではなくなっていた。そのため長期にわたって通行止にせざるを得ず、数年間は全面開通を目指した修復が試みられたものの、1888年（明治21年）頃には実質通行不能となり、ついには放棄された。なお、整備された時期によらず、単に清水峠の新道や清水新道、清水峠越新道と言った場合はこの明治時代の国道を指す。
国道が通行不能となった後もこの区間にまたがる旅客の需要は依然として存在していたが、国道以前に使われていた十五里尾根も荒廃していたため、1888年（明治21年）には六日町の商人・佐藤良太郎が新しい登山道の居坪坂（いつぼざか。井坪坂とも表記）の私費による伐開を計画し、1889年（明治22年）に着工、1890年（明治23年）に開通し、人2銭、牛馬3銭の賃取り道路（有料道路）として用いられた。しかし、1893年（明治26年）4月1日に信越本線が全通すると清水峠を通る旅客需要は激減し、居坪坂も1907年（明治40年）には有料道路としての運用を終了した。峠や兎平など道中にあった休泊所や茶屋なども1908年（明治41年）頃までには全て閉店・撤退した。

### 近代以降
1920年（大正9年）4月1日、旧道路法制定に伴い国道8号は府県道前橋新潟線に降格されたが、このころにはほとんど廃道のようになっていた。1959年（昭和34年）に一般県道六日町水上線へ指定され、1970年（昭和45年）4月1日施行の「一般国道の路線を指定する政令の一部を改正する政令（昭和44年政令第280号）」によって新潟県内の県道と合わせて国道291号に再指定されたものの、茂倉岳直下を通る上越線（1931年開通）や三国峠を通る国道17号（1959年開通）、さらに上越新幹線（1982年開通）や関越自動車道（1985年開通）が出来たこともあって、峠付近の修復・改良は全く行われないまま現在に至る。
1934年（昭和9年）10月25日、与謝野晶子が湯檜曽温泉の林家旅館を訪れ、「毛越のさかい清水の峠より南の野山紅葉しにけり」と歌った。
1939年（昭和14年）新潟県の中魚沼郡（現在の十日町市）にて信濃川発電所一期工事が完成。首都圏に向けた送電線が清水峠に敷設された。
1968年（昭和43年）、明治100年を記念して清水集落に「国道清水線開通記念碑」が建立された。
2007年（平成19年）、清水峠越新道が土木学会選奨土木遺産に選ばれた。

## 現状

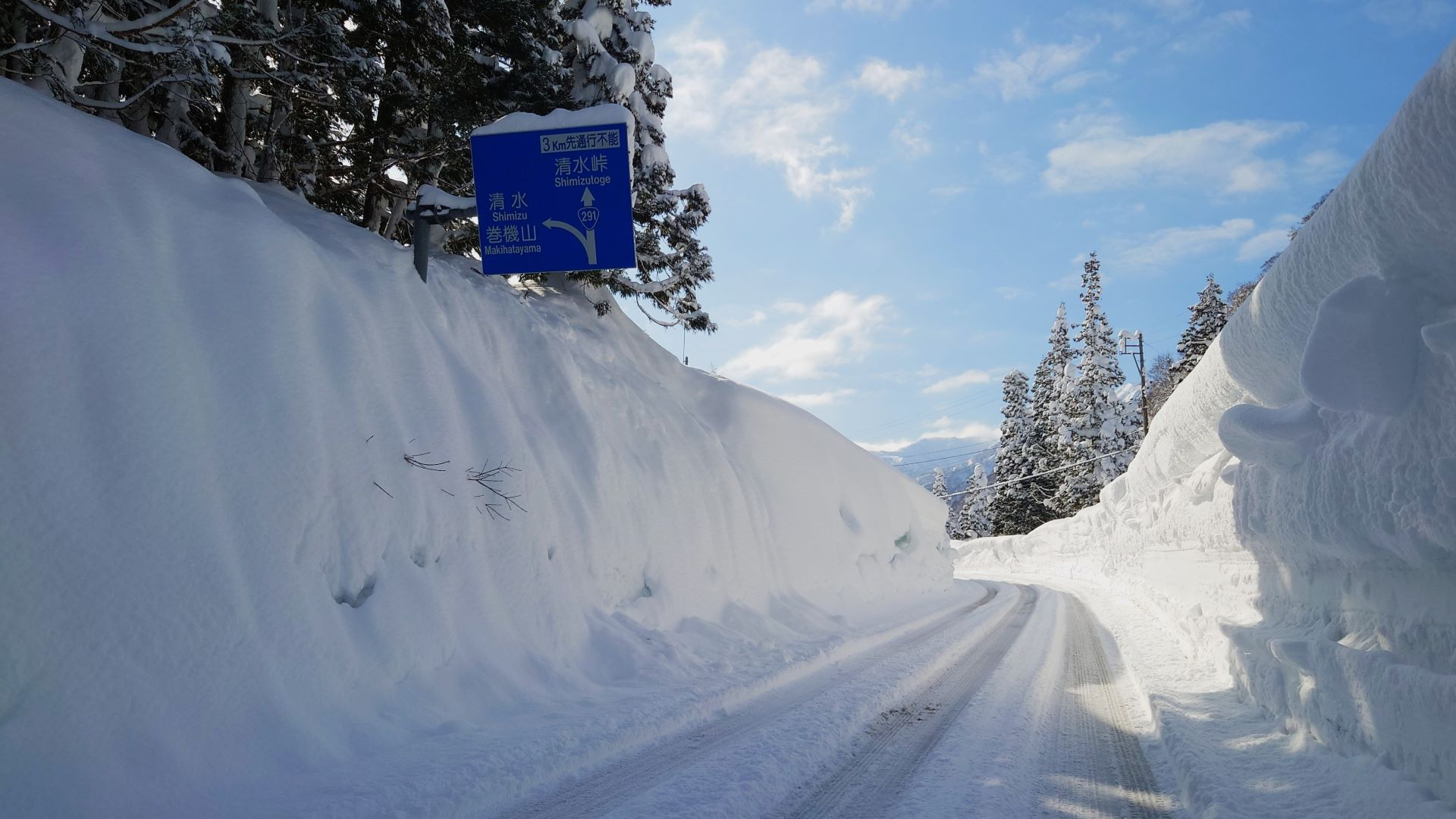
国道291号清水集落入口

国道291号のうち清水峠前後の約27 kmは自動車通行不能区間に指定されている。車道としての再開通について自治体側は「利用率と需要率の向上が見込まれれば工事を行う事もある」と説明がなされているものの、2024年現在も再開通の動きはない。
群馬県側では崩落などが複数の箇所で発生しているものの、一部迂回路・短絡路を利用して清水峠まで徒歩で通行可能であり、道路としての機能は曲がりなりにも維持されている。ただし馬車通行を可能にするため勾配を緩和させる経路を取った結果、国道は著しく遠回りになっており、「新道」と呼ばれる急勾配ながら短距離の登山道が別にあるため、国道の利用者は皆無ではないが少ない。
新潟県側には、国道の他に前述の2本の登山道（十五里尾根、居坪坂）がある。新潟県側でも国道は著しく遠回りになっており、馬車交通が不能となった後は急坂ではあるが距離の短い登山道が専ら利用された結果、居坪坂によってバイパスされた区間である約12 kmが廃道状態になっている。清水側の居坪坂新道分岐から約3.4 kmのうち一部区間は、JR東日本の送電線巡視路として活用されているものの、それ以外は森林化や複数箇所の崩壊により、道路形状や経路すら判然としないほどの状態になっており、途中1か所あったトンネルやいくつかの橋梁も全て埋没・流失している。そのため、法令上はれっきとした国道でありながらも、この区間の踏破は非常に困難であり、ロッククライミングといった高度な技術・経験のない者が立ち入ると遭難事故の危険性が極めて高い。
2007年（平成19年）、廃道研究家のフリーライター・平沼義之がロッククライミング経験者と共に現地調査した際には、13時間かけても廃道状態区間12 kmを踏破できず、清水側から8.9 km地点で進行不能な地形に遭遇し、撤退している。調査の結果、地図表記の年代による揺らぎやミスが明らかになったほか、測量標が発見できなかった。なおその翌年、清水峠側から前回の撤退地点まで逆向きに踏破を行い、全容を解明している。

## 交通
鉄道や高速道路は、やはり距離の短さを重視したため清水越往還に近いルートを選び、長大トンネルで通過している。清水峠を越える道路は南魚沼市清水の集落に抜けるが、鉄道や高速道路は山1つ西の湯沢に抜けるようになっている。トンネルの名称に「清水」と入っているものもあるが、清水峠の直下ではなく南西に少し離れた谷川岳の近傍を通る。
- 上越線
  - 清水トンネル（1931年開通）
  - 新清水トンネル（1967年開通）
- 上越新幹線
  - 大清水トンネル（1979年開通、1982年使用開始）
- 関越自動車道
  - 関越トンネル（1985年開通）

## 登山

### ルート
送電線巡視路に注意

#### 新潟県側
- 謙信尾根（十五里尾根）：清水集落・清水バス停（六日町駅より南越後観光バス路線あり） - 通行止め箇所（一般車はここまで） - 追分（旧国道分岐） - 井坪坂・謙信尾根分岐 - 登川上流第2号砂防堰堤・林道終点 - 渡渉地点 - 登り口 - 清水峠
- 井坪坂（居坪坂）：井坪坂・謙信尾根分岐 - 工事用道路分岐 - 檜倉沢渡渉地点 - 兎平 - ナル水沢渡渉地点 - 本谷渡渉地点 - 登り口 - 国道合流地点 - 清水峠

#### 群馬県側
- 旧道（明治国道）：土合駅 - 土合橋 - 谷川岳ロープウェイベースプラザ（一般車はここまで） - 西黒尾根登山口 - 厳剛新道登山口 - マチガ沢出合 - 一ノ倉沢出合（舗装路はここまで） - 幽ノ沢出合 - 芝倉沢出合 - 武能沢 - 白樺避難小屋・新道合流地点 - 鉄砲尾根 - 七ツ小屋沢 - 清水峠・白崩避難小屋
- 新道（一ノ倉沢トレッキングコース）：土合駅 - 土合橋 - 新道入口 - 土合砂防堰堤（湯吹の滝） - マチガ沢分岐 - 一ノ倉沢分岐 - JR巡視小屋分岐・虹芝寮 - 白樺尾根 - 合流地点

#### 県境稜線
- 南西から：谷川岳（トマの耳・オキの耳） - 一ノ倉岳 - 茂倉岳 - 武能岳 - 蓬峠・蓬ヒュッテ - 七ツ小屋山 - 冬路ノ頭 - 清水峠
- 南東から：白毛門 - 笠ヶ岳・笠ヶ岳避難小屋 - 朝日岳 - ジャンクションピーク（本谷ノ頭） - 清水峠

## 清水峠を扱った作品
- 金子春夢『清水越』 「国民新聞」連載の社会小説。明治文学全集36巻民友社文學集に収録。1896年（明治29年）9月15日～12月27日
- 吉村昭『長英逃亡』 毎日新聞社 1984年9月 のち新潮文庫